# Jüdischer Friedhof (Hustopeče)

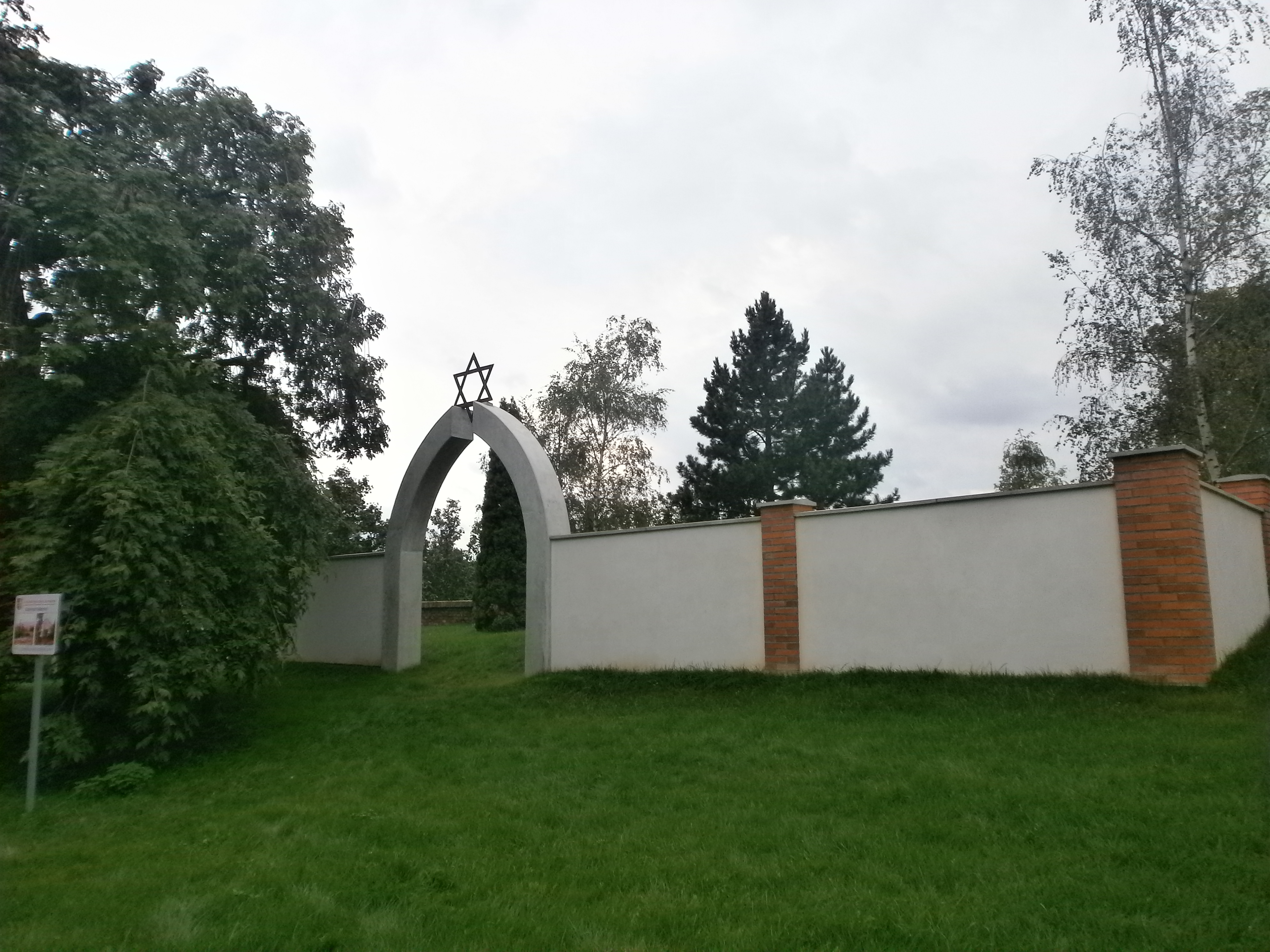
Eingang zum jüdischen Friedhof in Hustopeče

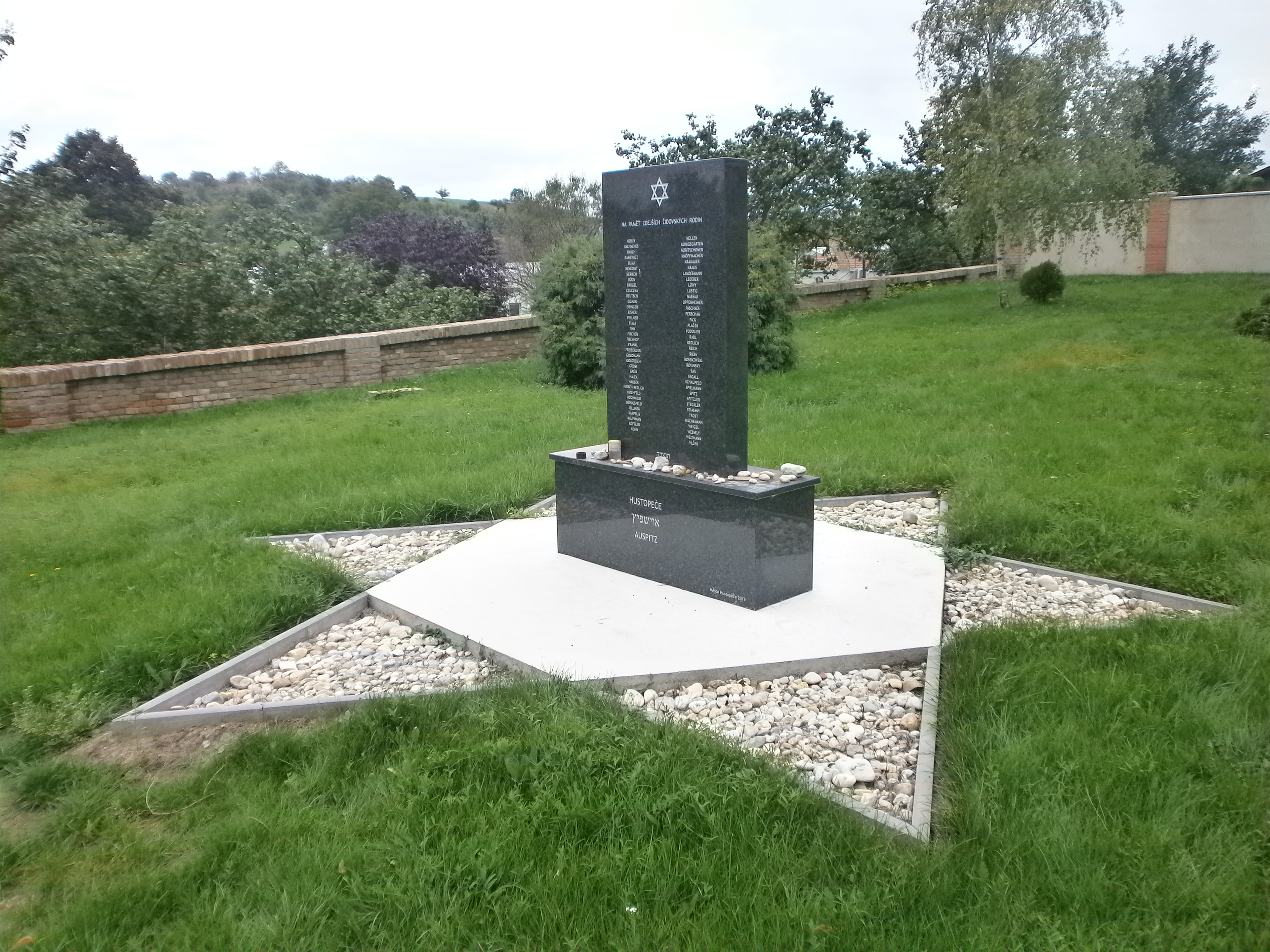
Mahnmal

Der Jüdische Friedhof in Hustopeče (deutsch Auspitz), einer südmährischen Stadt in Tschechien, wurde 1886 angelegt. Der jüdische Friedhof wurde eingeebnet und zu einer Parkanlage umgestaltet. Ein Mahnmal erinnert an die jüdische Gemeinde in Hustopeče.